# 保原郵便局
保原郵便局（ほばらゆうびんきょく）は福島県伊達市にある郵便局。民営化前の分類では集配普通郵便局であった（現在は集配機能を廃止）。

## 概要
住所：〒960-0607 福島県伊達市保原町字十丁目17
民営化直前の集配業務再編において、多くの集配普通郵便局は統括センターとなったが、当局は配達センターとされたため、民営化後も郵便事業株式会社の支店は併設されず、集配センターが併設された。

## 沿革
- 1872年8月4日（明治5年7月1日） - 保原郵便取扱所として開設[1]。
- 1875年（明治8年）1月1日 - 保原郵便局（五等）となる。
- 1882年（明治15年）4月18日 - 為替・貯金取扱を開始。
- 1890年（明治23年）10月1日 - 保原郵便電信局となる。
- 1903年（明治36年）4月1日 - 通信官署官制の施行に伴い保原郵便局となる。
- 1957年（昭和32年）12月1日 - 特定郵便局から普通郵便局に局種別改定[2]。
- 1962年（昭和37年）9月 - 局舎落成。
- 1965年（昭和40年）9月19日 - 電話交換および和文電報配達業務を、保原電報電話局に移管。
- 1989年（平成元年）4月3日 - 伊達郡保原町字六丁目から同町字十丁目に移転。
- 2000年（平成12年）8月14日 - 外国通貨の両替および旅行小切手の売買に関する業務取扱を開始。
- 2007年（平成19年）10月1日 - 民営化に伴い、併設された郵便事業福島東支店保原集配センターに一部業務を移管。
- 2012年（平成24年）10月1日 - 日本郵便株式会社の発足に伴い、郵便事業福島東支店保原集配センターを保原郵便局に統合。
- 2018年（平成30年）3月5日 - 集配業務を福島東郵便局に移管、無集配局となる。

## 取扱内容
- 郵便、印紙、ゆうパック、内容証明
- 貯金、為替、振替、振込、国際送金、国債、投資信託
- 生命保険、バイク自賠責保険、自動車保険
- ゆうちょ銀行ATM

## 周辺
- 福島県立保原高等学校
- 保原体育館

## アクセス
- 阿武隈急行線 保原駅から北へ約1.3km（徒歩約15分）
- 福島交通バス 保原九丁目停留所下車
- 東北自動車道 国見ICから南へ約8km、福島飯坂ICから東へ約11.5km
- 国道349号沿い
- 駐車場あり：15台